# Замаховский, Збигнев
Зби́гнев Замахо́вский (пол. Zbigniew Zamachowski; 17 июля 1961, Бжезины, Польша) — польский актёр театра и кино. Автор музыки и текстов песен, а также их исполнитель.

## Биография
Родился в Бжезинах, недалеко от города Лодзь. В 1985 году окончил Высшую школу кинематографии, телевидения и театра в Лодзи. В 1985-97 — актёр театра «Студио» в Варшаве. С 1997 года — актёр варшавского Театра Народовы.

## Фильмография
- 1981 — Большой пикник / Wielka majówka — Рысек
- 1982 — Пепельная среда / Popielec (телесериал) — Лятац
- 1986 — Предупреждения / Zmiennicy (телесериал) — брат Хеня
- 1986 — Бегство / Ucieczka — парень
- 1987 — Каннибал / Ludożerca — король
- 1988 — Бесы / Les Possédés, реж. Анджей Вайда — Лиамшин
- 1988 — Мастер и Маргарита / Mistrz i Małgorzata, реж. Мацей Войтышко — кот Бегемот / Сашка Рюхин
- 1989 — Декалог 10 / Dekalog X, реж. Кшиштоф Кесьлёвский — Артур
- 1990 — Корчак / Korczak, реж. Анджей Вайда — Ицхак Шульц
- 1991 — Сейшелы / Seszele, реж. Богуслав Линда — Стефек
- 1994 — Три цвета: Белый / Trzy kolory. Biały, реж. Кшиштоф Кесьлёвский — Кароль
- 1996 — Приди ко мне во сне / Odwiedź mnie we śnie — Януш
- 1995 — Полковник Квятковский / Pułkownik Kwiatkowski — Дудек
- 1997 — Люби и делай, что хочешь / Kochaj i rób co chcesz — Лех Рышка
- 1998 — Демоны войны / Demony wojny wedlug Goi — капрал Гудини
- 1999 — Огнём и мечом / Ogniem i mieczem, реж. Ежи Гофман — Михал Володыевский
- 2002 — Ведьмак / Wiedźmin — Лютик
- 2002 — Пианист / The Pianist, реж. Роман Полански — клиент проверяющий золотые монеты
- 2003 — Зажмурь глаза / Zmruż oczy — Ясек
- 2005 — Крик жерлянки / Wróżby kumaka — священник
- 2005 — Прибыли уланы... / Przybyli ułani — Мариан
- 2009 — Операция «Дунай» / Operace Dunaj
- 2010 — Хотим ребёнка — нужен отец / Projekt dziecko, czyli ojciec potrzebny od zaraz — Пётр
- 2010 — Свидание с незнакомцем / Randka w ciemno — кинооператор
- 2011 — Варшавская битва. 1920 / 1920 Bitwa Warszawska — Мацей Ратай
- 2013 — Валенса / Wałęsa. Człowiek z nadziei — Навищляк
- 2013 — Беги, мальчик, беги / Lauf Junge lauf — Херш Фридман, отец Срулика
- 2014 — Джек Стронг / Jack Strong — Гендера
- 2016 — Настоящее преступление / Dark Crimes — Лукаш
- 2019 — На полвека поэзии позже / Pół Wieku Poezji Później — Лютик
- 2021 — Сексификация / Sexify — Кшиштоф Машлак